# Epiplatys atratus
Epiplatys atratus — тропічний прісноводний вид яйцекладних коропозубих риб з родини нотобранхових (Nothobranchiidae).
Наразі він відомий лише зі зразків, що зберігаються в музейних фондах. Видова назва atratus означає «одягнений у чорне» (від латинського ater = «чорний»). Вона стосується дорослих домінантних самців, які в етанолі (заспиртовані) мають майже чорне забарвлення.
Типові зразки були зібрані в січні—червні 2010 року.
Вид належить до групи видів E. multifasciatus, підрід Epiplatys.

## Опис
Дрібні рибки. Максимальна стандартна (без хвостового плавця) довжина типових зразків самців становить 42,7 мм, самок — 38,0 мм. Тіло стиснуте з боків, профіль спини майже рівний, увігнутий на хвостовому стеблі, профіль черева випуклий від голови до кінця анального плавця й увігнутий на хвостовому стеблі. Найбільшою висота тіла є на рівні черевних плавців, вона становить 21,7—25,0 % стандартної довжини. Довжина хвостового стебла 18,7—22,9 %, його висота 12,0—14,3 % стандартної довжини, коефіцієнт хвостового стебла 1,4—1,7.
Довжина голови становить 22,7—25,1 % стандартної довжини. Морда загострена, рот спрямований догори, виступає (прогнативний). На щелепах є зовнішній ряд великих зубів і кілька внутрішніх нерівних рядів дрібніших загнутих назад зубів. Діаметр ока становить 8,2—9,4 % , а міжорбітальна відстань 13,2—14,3 % стандартної довжини.
Тіло й голова повністю вкриті лусками, за винятком горла. Луски циклоїдні. 26-29 лусок у середньому поздовжньому ряді.
Спинний плавець починається над 8—10-м променем анального плавця, він має 9—10 м'яких променів; відстань від кінчика морди до початку спинного плавця становить 66,8—79,0 %, а довжина основи плавця — 11,6—13,7 % стандартної довжини. Анальний плавець має 13—14 м'яких променів, відстань від кінчика морди до початку плавця становить 58,6—62,9 %, а довжина його основи — 18,1—21,7 % стандартної довжини. 6—7-й промені спинного плавця та 8—10-й промені анального в самців подовжені. В хвостовому плавці 21—23 променів (розгалужених серед них немає), в грудних — по 14—17 променів.
Живе забарвлення невідоме. Заспиртовані зразки демонструють помітний статевий дихроматизм. Самці мають чорні або темно-коричневі боки з різким переходом до світлішого черева. Більшість лусочок ззаду чорні, а спереду світліші, завдяки чому утворюється шаховий візерунок. Цей малюнок прихований у великих дорослих самців, які однотонно чорні або темно-коричневі.
Менші (молоді) самці нагадують самок, на боках у них нерівномірно розкидані чорні плями, а тіло перетинають 6–14 дуже вузьких вертикальних чорних смужок, причому 3 передні частіше обмежуються лише черевом. Голова майже чорна, плавці без чіткого маркування. Середини спинного, анального та хвостового плавців темно-сірі, їхні краї мають вузьку чорну облямівку, а промені світліші за полотно. Черевні плавці чорні, грудні сірі, напівпрозорі, з темнішими променями.
На відміну від молодих самців, у самок темні плями світліші по центру. Плавці в них сірі, напівпрозорі, з чорними цятками, промені темніші за полотно. Спинний, анальний і черевні плавці мають чорну облямівку.

## Поширення
Epiplatys atratus поширений у Центральній Африці, обмежується середньою течією річки Лулуа (басейн середнього Конго), є ендеміком цього регіону.
Ареал E. atratus розташований найдалі на південний схід серед усіх відомих представників роду Epiplatys.
Лулуа — це велика права притока річки Касаї. Вид обмежується невеликими притоками в її середній течії, що протікають галерейними лісами на південь і південний схід від міста Кананга, колишня провінція Західне Касаї, Демократична Республіка Конго.
Існування іхтіофауни річки Лулуа перебуває під сильною загрозою через використання лісових ресурсів для виробництва будівельних матеріалів та деревного вугілля, вирубування лісів для ведення сільського господарства, руйнівні методи рибальства та видобутку корисних копалин.
Epiplatys atratus зустрічається в невеликих (шириною до 5 м) річках з досить швидкою течією. Вода кисла (pH 4,5—6,6) з температурою 24—30 °C.